# NGC 2828
NGC 2828 (również PGC 26365) – galaktyka spiralna (S), znajdująca się w gwiazdozbiorze Rysia. Odkrył ją 13 marca 1850 roku George Stoney – asystent Williama Parsonsa.